# Francesco Perrotta-Bosch
Francesco Perrotta-Bosch (Rio de Janeiro, 11 de março de 1988) é escritor, arquiteto, biógrafo, pesquisador e curador ítalo-brasileiro. É autor de Lina: uma biografia (Editora Todavia). 
Com a tese intitulada O que os labirintos podem revelar sobre a arquitetura, é doutor com dupla titulação pela Faculdade de Arquitetura e Urbanismo da Universidade de São Paulo e pela Università IUAV di Venezia (2024). Com a dissertação intitulada Informes, é mestre pela Faculdade de Arquitetura e Urbanismo da Universidade de São Paulo (2017). Formado em Arquitetura e Urbanismo pela Pontifícia Universidade Católica do Rio de Janeiro (2012).  
Tem artigos publicados na Folha de S.Paulo e teve artigos publicados no Estado de S. Paulo, Piauí, Vitruvius, AU, ProjetoDesign e Bamboo (Brasil), Plot e Summa+ (Argentina), Architectural Design, Architectural Review (Inglaterra) e Domus (Itália). Em 2013 foi o vencedor do Prêmio de ensaísmo Serrote, promovido pelo Instituto Moreira Salles, com o ensaio A arquitetura dos intervalos.
Foi curador das exposições «Torções - Ascânio MMM» (MuBE, São Paulo, 2023-24), «Diálogo Bardi Bill» (Casa Zalszupin, São Paulo, 2022), «O Verão de 1945 na Itália: a viagem de Lina Bo nas fotografias de Federico Patellani» (Istituto Italiano di Cultura, São Paulo, 2022), «Irradiações - Fabio Penteado» (Casa da Arquitectura, Matosinhos, Portugal, 2019), curador adjunto das exposições «Lutar. Ocupar. Resistir» e «Conjunto habitacional», e curador assistente do pavilhão brasileiro da Bienal de Arquitetura de Veneza, em 2016.
Organizador dos livros Coleção Arquitetos da Cidade: H+F e Coleção Arquitetos da Cidade: SIAA (Edições Sesc-SP, Editora da Escola da Cidade, 2023 e 2021), Biselli Katchborian (Acacia Cultural, 2019) e coautor do livro Entre. Entrevistas com arquitetos por estudantes de arquitetura  (Viana & Mosley, 2012).
É membro do júri permanente de arquitetura da Associação Paulista de Críticos de Arte (APCA) e conselheiro do Instituto Bardi.